# Aisha bint Abi Bakr
A'ishah bint Abi Bakr (613/14 d. C.-16 de julio de 678 d. C.) (en árabe: عائشة) fue la tercera y más joven de las esposas de Mahoma, y su esposa favorita, por lo curiosa que era. En los escritos islámicos su nombre a menudo aparece precedido por el título de «Madre de los Creyentes» (en árabe: أم المؤمنين‎, romanizado: Umm al-Mu'minin), por la descripción de las esposas de Mahoma en el Corán.
Aisha tuvo un papel importante en la historia islámica primitiva, tanto durante la vida de Mahoma como después de su muerte. En la tradición suní, Aisha es descrita como estudiosa e inquisitiva. Contribuyó a la expansión del mensaje de Mahoma y sirvió a la comunidad musulmana (umma) por 44 años después de la muerte del Profeta. También es conocida por ser la narradora de 2.210 hadices, no sólo en asuntos pertinentes a la vida privada de Mahoma, sino también sobre temas tales como las herencias, la peregrinación y la escatología. Su intelecto y conocimiento en varios campos, incluyendo la poesía y la medicina, fueron ampliamente alabadas por escolares de la fama de Urwah ibn al-Zubayr, como lo describió después Ibn Shihab al-Zuhri. Aisha fue una figura activa en muchos eventos y un importante testimonio de muchos más. Aisha contribuyó al crecimiento, desarrollo y descripción del islam. Fue un modelo a seguir para los demás, así como una importante consultora religiosa y política.
Después de la muerte de Mahoma, Aisha se involucró en la propagación de su mensaje. Estuvo presente a través de los reinados de los cuatro primeros Califas. Su padre, Abu Bakr as-Siddiq, se convirtió en el primer califa en suceder a Mahoma. Durante el reinado del tercer califa, Uthmán ibn Affán, Aisha se le opuso, aunque tampoco se puso de lado de sus asesinos o del partido de Ali. Durante el reinado del cuarto califa, Ali ibn Abi Tálib, quería vengar la muerte de Uthmán, cosa que intentó hacer en la denominada Batalla del Camello. Aisha participó en la batalla, dando discursos y dirigiendo a las tropas desde la retaguardia o el frente, otros sugieren que al principio fue por retaguardia, y luego se puso en el frente por las perdidas, mientras iba a lomos de un camello. Aisha acabó perdiendo la batalla (debido a su inexperiencia probablemente) pero su participación y determinación dejaron una impresión duradera, sobre todo por recibir flechas directas al cuerpo y solo soltar un suspiro, incluso cuando se las quitaron. No consiguieron matarla, y quedó libre a manos de Alí. A pesar de sus logros en la comunidad islámica las crónicas rehusaron desde primer momento a ponerle su nombre a la famosa «Batalla del Camello» en un intento de enterrar su nombre debido a su condición de mujer. Debido a su participación en esta batalla, los musulmanes chiíes tienen una opinión generalmente negativa de Aisha.
Después de esto, se retiró a Medina donde vivió tranquilamente durante más de dos décadas sin participar en política, reconciliándose con Ali y no se opuso al califa Muawiya.

## Infancia y juventud
Aisha nació a finales del año 613 o a principios del año 614 en La Meca. Era hija de Umm Ruman y Abu Bakr as-Siddiq, dos de los compañeros (Sahaba) de más confianza de Mahoma. No existe mayor información sobre los años de niñez de Aisha. 
Uno de sus primeros encuentros se dio cuando Mahoma visitó su casa. Mahoma la encontró "llorando amargamente" porque sus padres la habían disciplinado. Mahoma se vio afectado por sus lágrimas y, en un esfuerzo para que dejara de llorar, este le pidió a su madre que "fuera amable con la niña por su propio bien".

### Edad al contraer matrimonio
Tanto la fecha del matrimonio de Aisha con Mahoma, como su edad al momento del matrimonio y la posterior consumación del matrimonio en Medina son fuentes de álgida controversia y discusión entre los estudiosos. Puesto que a la época no había un registro oficial de los nacimientos, la fecha de nacimiento de Aisha, y por tanto la fecha de su matrimonio, no pueden asignarse con ninguna certeza. Su edad no se menciona en el Corán. Todas las discusiones y el debate sobre su edad se basan, en primer lugar, en los varios hadices, que como es sabido no son universalmente aceptados en las diferentes ramas de la fe islámica. 
Según algunas fuentes tradicionales, Aisha contaba con 6 años cuando se comprometió con Mahoma y 9 años cuando el matrimonio fue consumado. Sin embargo, al-Tabari afirma que Aisha tenía diez años.[cita requerida].
Otras fuentes tradicionales, en particular el Sahih al-Bujari, considerada entre los sunitas como la colección más auténtica entre los hadices, afirman que Aisha se casó con Mahoma a la edad de siete años, y el matrimonio con Mahoma (que contaba entonces con 53 años según se cree) se consumó a los nueve años en Medina. Al-Tabari e Ibn Hisham, afirman que Aisha tenía diez años. Ibn Khallikan, así como Ibn Sa‘d al-Baghdadi citando a Hisham ibn Urwah, señalaron que tenía nueve años al momento de ser comprometida y doce al momento de la consumación.
La historiadora estadounidense Denise Spellberg afirma que «estas referencias específicas a la edad de la novia refuerzan el estado premenárquico de Aisha e, implícitamente, su virginidad». Los primeros musulmanes consideran la juventud de Aisha como una demostración de su virginidad y, por lo tanto, su idoneidad como esposa de Mahoma. Esta cuestión de la virginidad era de gran importancia para aquellos que apoyaban la posición de Aisha en el debate de la sucesión de Mahoma. Estos partidarios consideran que, como la única esposa virgen de Mahoma (todas sus otras esposas principales eran viudas al momento del enlace), Aisha fue divinamente elegida para él, y un dato que apoya más el estado virgen de Aisha, es que Mahoma nunca tuvo hijos con ella, su última esposa, cosa que parece extraño.

### Crítica histórica acerca de la edad de Aisha por ciertos teólogos musulmanes e historiadores
Por varios elementos históricos que contradicen el hecho que tenía nueve años al momento de casarse con Mahoma, como el hecho que conocemos la edad de la hermana mayor de Aisha, Asma, y que sabemos que tenía 10 años más que su hermana menor, muchos teólogos e historiadores critican estas cifras. También se ha escrito que Asma murió cuando tenía cien años, en el año 695 AD. La emigración de los musulmanes de La Meca a Medina, o Hégira, ocurrió en el año 622 AD aproximadamente. Esto quiere decir que Asma tenía al parecer veintisiete años durante la Hégira. El casamiento de Aisha con Mahoma fue en el año 622 o 623, cuando Asma tenía veintisiete o veintiocho años. Esto significa que Aisha tenía dieciocho o diecinueve años. Otros agregan que en la lengua árabe, se puede decir un número sin agregar la segunda parte, lo que se averigua hasta el día de hoy cuando uno puede decir 350 para hablar de 1350 tal como en Occidente uno habla de los años 60 sin especificar 1960. Entonces se puede referir en realidad al hecho que se comprometieron a los 16 y se casaron a los 19 o que se casaron nueve años después de un evento no especificado.
También se menciona el hecho que en los hadices, al momento de ser comprometida, Aisha hacía sus propias muñecas y que una de estas era un caballo con alas. Cuando el Profeta preguntó por eso, ella dijo que eran los caballos de Salomón. Estos elementos no parecen describir las habilidades y el discurso de una niña de 6 o 9 años como señalan los hadices, sino más el de una persona de 16 o 19. También habla de sus recuerdos de la época del boicot (contra los musulmanes, en 616-619) cuando su padre Abu Bakr dirigía la oración; en esta época habría tenido entre tres y seis años. Esta divergencia acerca de la edad de Aisha es aceptada entre los teólogos musulmanes.

### El compromiso de Aisha con Yubayr bin Mut‘im
Cuando un compañero de Mahoma sugirió el matrimonio del Profeta con Aisha después de la muerte de su primera esposa Jadíyah, el padre de Aisha, Abu Bakr, le dijo que no era posible porque Aisha ya estaba comprometida con Yubayr bin Mut‘im. Pero como Yubayr no era musulmán, rompió pronto su compromiso con Aisha, pues la mayoría de la gente de La Meca pensaba que los musulmanes eran herejes. Se cree que Abu Bakr no habría comprometido a Aisha con Yubayr después de no haberse convertido él mismo al islam. Tendría que haberlo hecho antes de su conversión, Aisha debió nacer antes de que Abu Bakr se convirtiera al islam en el supuesto 610 AD. Otra creencia relacionada con este antiguo compromiso es el tiempo, entre la conversión del islam de Abu Bakr, luego de ganarse su respeto por parte de Mahoma y prestigio como el 'Sadiqq' ("Sincero" o el "Veraz"), se cree que pasó un tiempo, convierte poco creíble el hecho de que Abu Bakr comprometiera a Aisha con menos de 6 años.

## Vida personal

### Relación con Mahoma
En la tradición musulmana, Aisha es descrita como la esposa más amada y favorecida de Mahoma después de su primera esposa, Jadiya bint Juwáylid, que falleció antes de la migración hacia Medina. Hay varios hadices, o dichos de Mahoma, que apoyan esta creencia. Uno de ellos se refiere a que cuando un compañero preguntó a Mahoma «¿Quién es la persona a quien más quieres en el mundo?»; Mahoma respondió: «Aisha». Otros cuentan que Mahoma construyó los aposentos de Aisha para que la puerta se abriera directamente hacia la Mezquita, y que ella fue la única mujer con la que Mahoma recibió revelaciones. Ambos se bañaban en la misma agua y ella yacía tumbada ante Mahoma mientras él oraba.
También existen varias tradiciones que revelan el afecto mutuo entre Mahoma y Aisha. Él solía sentarse y observarla jugar a las muñecas con sus amigas y, en ocasiones, se unía a ellas. Además, estaban tan conectados que eran capaces de discernir el estado de ánimo del otro. También es importante mencionar que Mahoma no se consideraba superior a Aisha, al menos no lo suficiente como para evitar que Aisha dijera lo que pensaba, aún a riesgo de enojarlo. Por otra parte, Aisha y Mahoma tenían una fuerte relación intelectual: Mahoma valoraba su aguda memoria y su inteligencia, y ordenó a sus compañeros que emularan algunas de las prácticas religiosas de su esposa.

### Acusación de adulterio
La historia de la acusación de adulterio impuesta contra Aisha se puede remontar a la Sura Al-Nur (capítulo 24) del Corán. Según cuenta la historia, Aisha abandonó su Howdah con el fin de buscar un collar que había perdido. Sus esclavos montaron el palanquín y lo prepararon para el viaje sin notar ninguna diferencia en el peso sin la presencia de Aisha, por lo que la caravana partió accidentalmente sin ella. Ella permaneció en el campamento abandonado hasta la mañana siguiente, cuando Safwan ibn Al-Mu'attal (un nómada y miembro del ejército de Mahoma) la encontró y la llevó de vuelta hacia el campamento militar donde la esperaba Mahoma. En ese momento, Abd-Allah ibn Ubay, Hassan ibn Thabit, Mistah ibn Uthatha y Hammanah bint Yahsh (hermana de una de las esposas de Mahoma) extendieron el rumor sobre una supuesta relación adúltera entre Aisha y Safwán. Usama ibn Zayd, hijo de Zayd ibn Harithah, defendió la reputación de Aisha, pero Ali recomendó a Mahoma que se divorciara de ella. Mahoma decidió visitar a Aisha y hablar directamente con ella acerca de esos rumores. Seguía sentado en la casa de Aisha, cuando recibió una revelación divina que confirmaba la inocencia de Aisha. La Sura 24 detalla las leyes y castigos sobre el adulterio y las calumnias. Los acusadores de Aisha fueron sometidos a un castigo de 80 latigazos.

### Historia de la miel
Después de la oración diaria de las tardes, Mahoma iba a visitar cada uno de los aposentos de sus esposas para preguntar sobre su bienestar. Una vez, la quinta esposa de Mahoma (Zaynab bint Jahsh) recibió miel de un familiar, y al Profeta le gustó mucho esta miel. Como resultado de esto, cada vez que Záynab le ofrecía miel, él pasaba más tiempo en su apartamento. Esto no le sentó bien ni a Aisha ni a Hafsa bint Umar . Es posible que la molestia de Hafsa y Aisha no tuviera nada que ver con la miel literal. Así que Hafsa y ella acordaron secretamente que si él visitaba a cualquiera de las dos, le dirían: "Parece que has comido maghafir (una especie de resina con mal olor), porque hueles a maghafir". Así lo hicieron y él respondió: "No, pero estaba bebiendo miel en casa de Záynab, hija de Jahsh, y nunca la volveré a tomar. He hecho un juramento y no deberías mencionarlo a nadie". Poco después de este hecho, Mahoma anunció que había recibido una revelación en la que se le dijo que podía comer cualquier cosa permitida por Alá. 
Algunos musulmanes estudiosos del Corán afirman que es el motivo de la revelación de la Sura 66, que comienza con los siguientes versos: "Profeta, ¿por qué le prohíben lo que Dios ha hecho lícito, al tratar de complacer a sus esposas? Dios es indulgente, misericordioso. Dios te ha dado la absolución de tales juramentos".

### Muerte de Mahoma
Aisha fue la esposa favorita de Mahoma durante toda su vida. Cuando él enfermó y sospechaba que iba a morir, pidió a sus esposas que le dejaran permanecer junto a Aisha. Se quedó en la vivienda de Aisha hasta su muerte y dio su último suspiro entre los brazos de esta, su esposa más amada.

## Carrera política
Después de la muerte de Mahoma, que puso fin al matrimonio de diez años entre Aisha y Mahoma, esta vivió cincuenta años más en Medina. Gran parte de su tiempo lo dedicó a aprender y a adquirir conocimientos del Corán y de la Sunna de Mahoma. Aisha era una de las tres esposas (las otras dos son Hafsa bint Umar y Umm Salama) que fueron capaces de memorizar el Corán. Como Hafsa, Aisha tenía su propio Corán después de la muerte de Mahoma. Durante la vida de Aisha comenzaron muchas costumbres prominentes del islam, como el uso del hiyab y la reclusión de las mujeres. La importancia de Aisha en la revitalización de la tradición árabe y el liderazgo entre las mujeres árabes destaca en el islam. Aisha se involucró en la política del incipiente islam y en la de los tres primeros califatos. Durante un tiempo en que no se esperaba que las mujeres contribuyeran fuera del hogar, Aisha pronunció discursos públicos, se involucró directamente en la guerra, luchó en batallas y ayudó a los hombres y mujeres a comprender las prácticas de Mahoma.

### Actividad política durante los Califatos

#### Rol durante el primer y segundo califato
Después de la muerte de Mahoma, en el año 632, Abu Bakr as-Siddiq fue nombrado Califa. Este tuvo dos ventajas en el logro de su nuevo papel: su amistad personal con Mahoma y su papel como suegro. Como califa, Abu Bakr, fue el primero en establecer directrices para la nueva posición de autoridad.
Aisha, como esposa de Mahoma e hija de Abu Bakr as-Siddiq, obtuvo un especial privilegio en la comunidad musulmana. Se le otorgó el título de "al-Siddiqa bint al-Siddiq" que significa "la mujer veraz hija del hombre veraz".
En el año 634, Abu Bakr enfermó gravemente y no pudo recuperarse. Antes de morir, nombró a Úmar ibn al-Jattab (uno de sus consejeros) como su sucesor. Aisha continuó jugando el papel de consultora en asuntos políticos durante el reinado del segundo Califa.

#### Rol durante el tercer califato
Después de la muerte del Califa Úmar ibn al-Jattab, Uthmán ibn Affán fue escogido para ser el tercer Califa. Uthmán quería promover los intereses de la familia Omeya. Aisha tuvo poca participación durante los dos primeros años del reinado de Uthmán, pero finalmente se vio obligada a volver a introducirse en las intrigas políticas. Con el tiempo, la esposa de Mahoma, llegó a despreciar a Uthmán, aunque los historiadores no están seguros sobre lo que provocó esta especial oposición hacia él. Su oposición hacia Uthmán se hizo latente cuando el Califa maltrató y pegó a Ammar ibn Yasir, un Compañero de Mahoma. Aisha se enfureció y habló públicamente diciendo: "¿Cuando habéis olvidado la práctica del Profeta? ¡Sus cabellos, su camisa y sus sandalias aún no han muerto!".
El reinado de Uthmán empeoró cuando Egipto estaba gobernado por el gobernador Abdullah ibn Saad. Abbott explica que Muhammad ibn Abi Hudhayfah, un opositor de Uthmán, escribió cartas conspiradoras firmando con los nombres de las "Madres de los Creyentes" (las esposas de Mahoma). Al recibir dichas cartas, la gente de la comunidad musulmana le cortaron el agua y los suministros a Uthmán. Cuando Aisha observó este comportamiento no se podía creer que «ofrecieran tales indignidades a una viuda de Mahoma». Esto se refiere a cuando Safiyya bint Huyayy (una de las esposas de Mahoma) trató de ayudar a Uthmán y fue arrastrada por una multitud enfurecida. Entonces, Málik al-Ashtar acusó a Aisha de querer asesinar al Califa y también la acusó de ser una de las autoras de las cartas conspiradoras, y ella dijo que nunca querría «ordenar el derramamiento de sangre de los musulmanes y de su Imam»; también negó su participación en la escritura de esas cartas. La ciudad de Medina continuó oponiéndose a Uthmán y el peregrinaje de Aisha a La Meca estaba cada vez más cercano. Uthmán supo que ella no quería hacerle daño y le rogó que se quedara en Medina a causa de su influencia sobre la comunidad musulmana, pero no la persuadió y ella siguió con su peregrinaje..

### La batalla del Camello

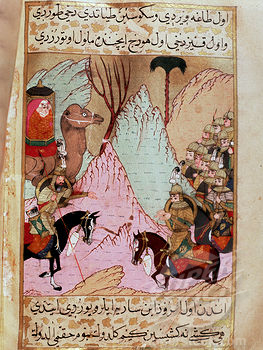
Aisha y Ali en la batalla del Camello

En el año 655, el Califa Uthmán fue asesinado, lo que provocó la Primera Fitna.
Los rebeldes propusieron a Ali ibn Abi Tálib como Cuarto Califa y legítimo sucesor de Mahoma, al ser su yerno. Muchos informes absuelven a Alí de su complicidad en el asesinato de Uthmán. Alí solo accedió a ser califa cuando sus seguidores persistieron.
Aisha, junto a un ejército encabezado por Zubayr ibn al-Awwam y Talha ibn Ubayd-Allah, se enfrentó al ejército de Alí exigiendo el enjuiciamiento de los asesinos de Uthmán que se mezclaban con su ejército a las afueras de la ciudad de Basora. La batalla sobrevino y las fuerzas de Aisha fueron derrotadas. Aisha dirigía sus fuerzas militares sobre un palanquín a lomos de un camello, es por eso por lo que esta batalla se llama la batalla del Camello.
Este conflicto sobre la sucesión en el islam contribuyó en últimas a una de las divisiones religiosas y políticas más significativas en el mundo musulmán. Las representaciones de Aisha en las polémicas subsiguientes chiíes y suníes reflejaron algunos de los antagonismos históricos entre las dos ramas del islam. Muchos musulmanes chiíes critican la oposición de Aisha al califa Ali, al que consideran legítimo, en tanto que los suníes la aceptan como la esposa reverenciada del profeta.
Aisha y Alí convinieron en reconciliarse. Él la envió de vuelta a Medina acompañada por una escolta militar, guiada por su hermano Muhammad ibn Abi Bakr, uno de los comandantes de Alí. Posteriormente, Aisha se retiró a Medina sin volver a interferir en los asuntos del Estado.

### Contribuciones en el islam y su influencia
El matrimonio de Aisha es el más importante entre muchos de la cultura islámica, llegando a ser conocida como la mujer más erudita de sus tiempos. Al ser la esposa favorita de Mahoma, esta ocupó un puesto muy importante en su vida. Cuando Mahoma se casó con Aisha en su juventud, era accesible «... a los valores necesarios para dirigir e influir en la hermandad de las mujeres musulmanas». Después de la muerte de Mahoma, Aisha se descubrió a sí misma como una fuente de hadices, debido a su gran inteligencia y memoria. Aisha supo transmitir las ideas que expresan la práctica del Profeta Mahoma (Sunna). Aisha fue un modelo a seguir para todas las mujeres musulmanas, un modelo de esfuerzo para obtener el cambio social.
Mahoma se convirtió en una figura poderosa en una comunidad islámica en rápida expansión. Debido a esta expansión, se permitió la separación de sus esposas para hacer valer su condición sagrada. El hiyab fue visto como su emblema más característico,
Aisha tuvo un papel clave en la aparición del Islam y jugó una posición activa en la reforma social de la cultura islámica. No solo era el apoyo de Mahoma, sino que aportó inteligencia académica al desarrollo del Islam. Aisha era conocida por su "... experiencia en el Corán, los derechos de herencia, asuntos legales e ilegales, poesía, literatura árabe, historia árabe, genealogía y medicina general". Se encargó de hacer que las palabras del islam fueran transcritas en el papel, convirtiéndose oficialmente en la historia del islam. Después de la muerte de Mahoma, Aisha fue considerada como la fuente más fiable de Hadiz.
Como Aisha fue la esposa favorita de Mahoma y su compañera más cercana, poco después de enviudar, la comunidad islámica comenzó a hacerle consultas sobre las prácticas de Mahoma, y ella a menudo solía ser llamada para solucionar disputas y diversas cuestiones de derecho. 'Urwah, sobrino de Aisha, explicó que esta poseía un amplio conocimiento sobre la ley islámica. Era solicitada, de forma frecuente, para informar y asesorar sobre temas de herencias, ya poseía grandes conocimientos sobre el Corán. Fue un personaje con una gran capacidad política y muy influyente para su época.
Durante toda su vida, Aisha, fue una firme defensora de la educación de las mujeres musulmanas. Fue especialmente incisiva con las enseñanzas legales y del islam. Fue la primera de los musulmanes en establecer una madrasa para las mujeres en su casa. Entre muchos otros asistentes, se solía enseñar a los niños huérfanos. Los hombres también asistieron a las clases de Aisha, con una simple cortina que separaba los alumnos de las alumnas.

### Influencia política
Aisha se convirtió en una figura muy influyente durante los comienzos del islam y después de la muerte de su esposo. Aunque Mahoma había ordenado que sus esposas permanecieran en el hogar, Aisha (después de la muerte de Mahoma) tuvo un gran papel público y político. 
Después de su derrota de la batalla del Camello, Aisha se retiró a Medina y se dedicó a la enseñanza. A su llegada a Medina, Aisha se retiró de su papel en la política pública. Su abandono en la participación en la política pública, sin embargo, no hizo que dejara de ser un personaje con una importante influencia política. En privado, Aisha continuó influenciando en los entresijos de la esfera política islámica. Entre la comunidad musulmana, fue conocida como una mujer inteligente que era capaz de debatir la ley con el más erudito de sus compañeros masculinos. Durante los dos últimos años de su vida, Aisha pasó gran parte de su tiempo contando historias sobre Mahoma, con la esperanza de corregir pasajes falsos que se habían vuelto influyentes en la formulación de la ley islámica.

## Muerte
Aisha falleció, tras una larga enfermedad, en su casa de Medina el 16 de julio del año 678 durante el período del Ramadán. Por entonces contaba con 64 años. El compañero de Mahoma, Abu Hurairah, dirigió su funeral después de la oración de la noche, y fue enterrada en el cementerio de Jannat al-Baqi.

## Opiniones

### Opinión suní
Los musulmanes suníes tienen a Aisha en muy alta estima, y muchos creen que ella era la esposa favorita del profeta Mahoma y la mejor mujer de su tiempo. Consideran que ella (entre otras esposas) es la "Madre de los Creyentes" y un miembro importante de la familia de Mahoma. Es también considerada como una de las más grandes juristas de la historia islámica, y su método de jurisprudencia se encuentra en la escuela malikí. Forma parte de los 5 o 6 compañeros de Mahoma que tenían la autoridad de producir fatwa, es decir, veredicto jurídico.

### Opinión chiita
La opinión de los chiitas sobre Aisha es bastante negativa, ya que la consideran la responsable de provocar la Primera Fitna y ven esto como un desprecio hacia la familia de Mahoma.